# Leinheim
Leinheim ist ein Stadtteil von Günzburg im schwäbischen Landkreis Günzburg in Bayern. Das Pfarrdorf liegt circa drei Kilometer südöstlich von Günzburg an der Bundesautobahn 8 und der Kreisstraße GZ 15. Leinheim hat rund 660 Einwohner.

## Geschichte
Der langgestreckte Ort ist aus mehreren Siedlungskernen erwachsen. Die Ersterwähnung findet sich in einem Traditionsbuch des Klosters Wettenhausen, worin eine Stiftung aus dem Jahr 1132 aufgeführt ist. Im 13./14. Jahrhundert sind die Herren von Roth als Grundherren überliefert, die hier ihren Ansitz besaßen. 
Im 15. Jahrhundert splitterten sich die Besitzverhältnisse auf, sodass die Herren auf der Reisensburg, die Stadt Günzburg und die Stadt bzw. das Spital in Leipheim Anteile hatten. 
Die bis dahin selbständige Gemeinde Leinheim wurde am 1. Mai 1978 zu Günzburg eingegliedert.

## Baudenkmäler
Siehe auch: Liste der Baudenkmäler in Leinheim
- Katholische Pfarrkirche St. Blasius